# Saint-Brice (Charente)
 Saint-Brice  es una población y comuna francesa, en la región de Poitou-Charentes, departamento de Charente, en el distrito de Cognac, en el cantón de Cognac-Nord.

## Demografía
| 775 | 778 | 950 | 963 | 1002 | 969 |
| Para los censos de 1962 a 1999 la población legal corresponde a la población sin duplicidades (Fuente: INSEE [Consultar]) |     |     |     |      |     |